# Pustulose exanthématique aiguë généralisée

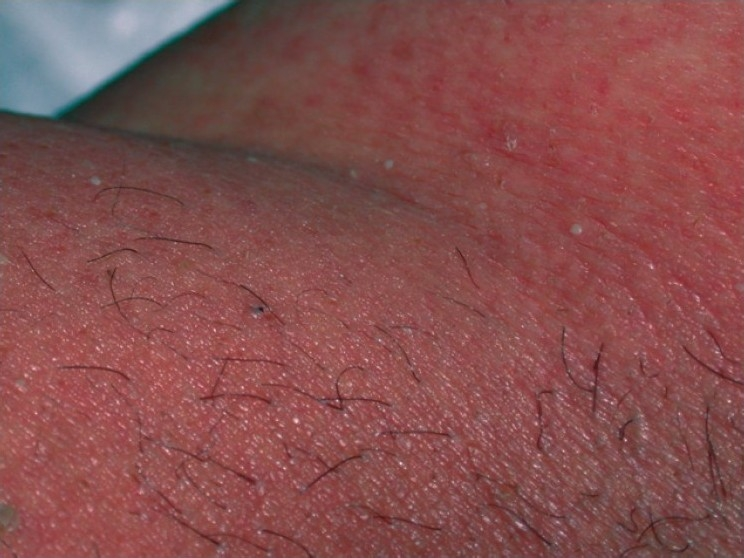
Éruption d'une pustulose exanthématique aiguë généralisée lors d'une antibiothérapie par méropénème.

La pustulose exanthématique aiguë généralisée (PEAG) (également connue sous le nom d'éruption pustuleuse médicamenteuse ou de pustulodermie toxique) est une réaction cutanée rare qui, dans 90 % des cas, est liée à la prise de médicaments.
La PEAG se caractérise par des éruptions cutanées soudaines qui apparaissent en moyenne cinq jours après le début de la prise d'un médicament. Ces éruptions sont des pustules, c'est-à-dire de petites élévations rouges ou blanches de la peau qui contiennent une matière trouble ou purulente (pus). Les lésions cutanées disparaissent généralement dans les 1 à 3 jours suivant l'arrêt du médicament incriminé,. Cependant, des cas plus graves sont associés à des troubles plus persistants pouvant se compliquer d'infections cutanées secondaires ou d'atteintes du foie, des poumons ou des reins.
Les troubles liés à une réaction cutanée indésirable grave (en) (SCAR) s'expliquent par une activation des lymphocytes T induite par un médicament qui déclenche ensuite des réponses immunitaires innées dirigées de manière inappropriée contre les tissus du soi. Des études sur le syndrome d'hypersensibilité médicamenteuse (DRESS), le syndrome de Stevens-Johnson (SJS), la nécrolyse épidermique toxique (TEN) et le chevauchement SJS/TEN indiquent que de nombreux individus sont prédisposés à développer ces réactions à un médicament particulier en fonction de leur expression génétique d'allèles d'antigènes de leucocytes humains (HLA) ou de récepteurs de cellules T particuliers et/ou de leur efficacité à adsorber, distribuer aux tissus, métaboliser et/ou éliminer un médicament particulier induisant des SCAR. Les preuves de ces prédispositions dans le cas de la PEAG n'ont pas été aussi bien établies,,
.